# Todo es tan inflamable
Todo es tan inflamable es el cuarto álbum de estudio de la banda uruguaya de rock No Te Va Gustar, publicado en 2006 por Bizarro. Se trata del último álbum en el que participan su bajista Mateo Moreno y su baterista Pablo Abdala, los cuales dejan la banda por motivos personales ese mismo año en medio de la gira de la presentación del disco, aunque Pablo Abdala siguió trabajando en la banda pero como productor artístico, mientras que Mateo Moreno siguió su carrera como solista. Inmediatamente, fueron remplazados por Guzmán Silveira, su actual bajista, y Diego Bartaburu, su actual baterista.
A las incorporaciones de la banda también se les suma Marcel Curuchet como miembro oficial de la banda en los teclados que para años anteriores solo estaba como colaborador de la banda, fallecería en julio del 2012 por un accidente en moto.
Cuenta con 14 canciones siguiendo la línea de los últimos discos de experimentar sonidos e instrumentos como el Electric Wind Instrument (EWI) que usa Mauricio Ortiz o los sintetizadores en varios temas, este disco es uno de los más oscuros de la historia de la banda tanto por su contenido lírico como por sus melodías obteniendo un sonido más pesado que en sus anteriores álbumes, aunque en este disco se encuentran clásicos de la banda como «Fuera de control», «Tirano», «De nada sirve», «Una triste melodía» y una de las más canciones famosas de la banda: «Pensar». Por cuestión de cábala como en sus discos anteriores no hay pista 13.
El disco tuvo una muy buena recepción tanto en Uruguay como en Argentina logrando un concierto en el estadio Estadio Charrúa de Uruguay con una presencia de más de 20.000 personas en el año 2007 (fruto de este recital sacarían su segundo DVD en vivo TaN), y dos shows agotados en el Estadio Obras de Argentina ese mismo año.
Sus cortes de difusión son: «Pensar», «Fuera de control» y «Poco».

## Lista de canciones
| N.º   | Título               | Escritor(es)        | Duración |  |
| 1.    | «En la cara»         | Emiliano Brancciari | 2:08     |  |
| 2.    | «Fuera de control»   | Emiliano Brancciari | 3:30     |  |
| 3.    | «El oficial»         | Mateo Moreno        | 3:33     |  |
| 4.    | «Una triste melodía» | Emiliano Brancciari | 4:07     |  |
| 5.    | «No lo ves»          | Emiliano Brancciari | 3:34     |  |
| 6.    | «Pensar»             | Emiliano Brancciari | 3:29     |  |
| 7.    | «Eskimal»            | Mateo Moreno        | 5:04     |  |
| 8.    | «Vivir muriendo»     | Emiliano Brancciari | 3:44     |  |
| 9.    | «Simplemente yo»     | Mateo Moreno        | 4:23     |  |
| 10.   | «Todo el día»        | Emiliano Brancciari | 2:29     |  |
| 11.   | «Ilegal»             | Emiliano Brancciari | 3:26     |  |
| 12.   | «Tirano»             | Emiliano Brancciari | 4:52     |  |
| 14.   | «Poco»               | Emiliano Brancciari | 4:13     |  |
| 15.   | «De nada sirve»      | Emiliano Brancciari | 3:41     |  |
| 52:13 |                      |                     |          |  |

## Créditos
No Te Va Gustar
- Emiliano Brancciari: Voz, guitarra, coros, muñeco en «Fuera de control», bombo y springdum en «Tirano».
- Mateo Moreno: Bajo, coros, voz en «Eskimal», Güiro, Darbuka en «De nada sirve», Cajita musical en «El oficial» y flauta dulce en «Todo el día».
- Pablo Abdala: Batería y Platos en «Tirano».
- Gonzalo Castex: Percusión, Batería en «Simplemente yo» y «De nada sirve», Redoblante en «Tirano».
- Martín Gil: Trompeta, coros y friscornio en «No lo ves» e «Ilegal».
- Denis Ramos: Trombón, Trombón a priston, tuba en «Todo el día» y coros en «Tirano».
- Mauricio Ortiz: saxofón tenor y saxofón barítono.
- Marcel Curuchet: Piano, Piano Rhodes, Órgano Hammond y sintetizadores.

Músicos invitados
- Albert Provera la zuri: Voz en «De nada sirve».
- Rubén Rada: Voz en «Tirano».
- Fernando Satullo: Voz en «El oficial».
- Tito Fargo: Guitarra fantasma en «En la cara».
- Nicolás Ibarburu; Tres en «De nada sirve».
- Martín Morón: Trombón en «El oficial».
- Juan y Javier Olivera: Trompeta en «Todo el día».
- Bolsa González: Batería en «Ilegal».
- Federico Lima: Coros en «Eskimal» y «Tirano».
- Christian Algarañaz: Coros en «No lo ves», Scratches en «Ilegal».
- Melanie Spangenberg: Coros en «Eskimal».
- Gabriel Giro: 1.er violín en «Una triste melodía».
- Lider Schiavonne: 2.do violín en «Una triste melodía».
- Giant Di Piramo: Viola en «Una triste melodía».
- Adrian Borgarelli: Chelo en «Una triste melodía».

Producción
- Nicolás Fervenza: Producción ejecutiva
- Christian Algarañaz: Grabación y mezcla
- Gustavo Borner: Masterización
- Federico Lima: Asistente de grabación y tomas adicionales
- Bernardo Bien Berne Supervielle: Asistente de grabación
- Santiago Bardier: Asistente de grabación
- Pablo Barros: Asistente de grabación
- Bolsa González: Técnico de baterías
- Denis Ramos: Arreglo de vientos
- Mauricio Ortiz: Arreglo de vientos
- Martín Gil: Arreglo de vientos
- Mateo Moreno: Arreglo de cuerdas en «Una triste melodía» y programación de loops en «Eskimal» y «Tirano»
- Roque Giuliano: Orquestación de vientos y cuerdas
- El Fantasma de Heredia: Arte

## Cortes de difusión
- «Pensar» (2006)
- «Poco» (2007)